# Bourse des valeurs de Madrid

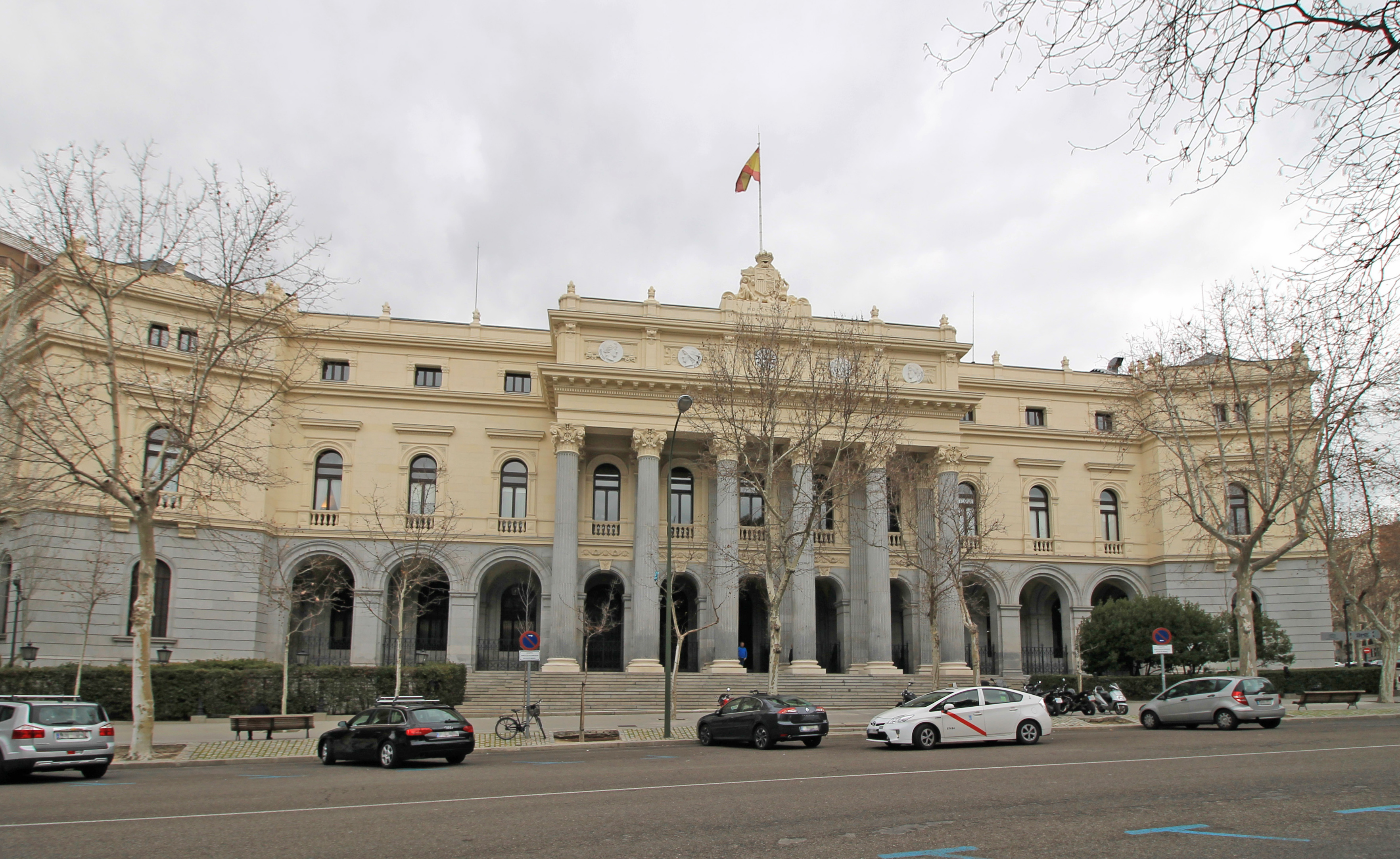
Bâtiment de la Bourse des valeurs de Madrid.

La  Bourse des valeurs de Madrid est une Bourse des valeurs fondée en 1831 et située à Madrid, dans la communauté autonome de Madrid. Elle fait partie depuis 2002 du groupe Bolsas y Mercados Españoles (BME).

## Histoire

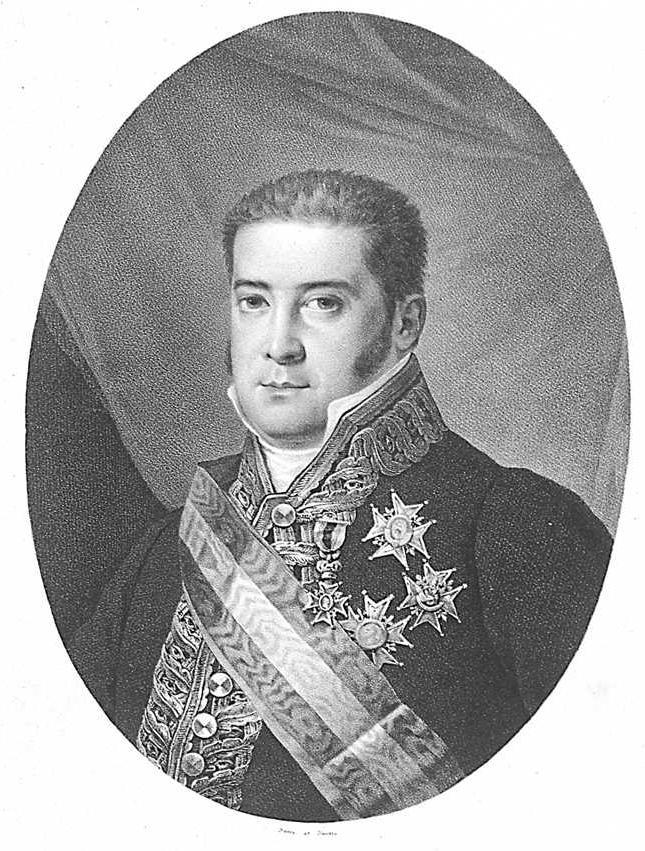
Luis López Ballesteros, fondateur de la bourse de Madrid (gravure de Pierre Jacques Feillet d'après un portrait de José de Madrazo).

Le fondateur de la Bourse de Madrid, Luis López Ballesteros (es), nommé ministre des Finances le 2 décembre 1823 et resté à ce poste pendant neuf ans, veut essentiellement faciliter la gestion des emprunts publics espagnols. Quand il crée la Bourse en 1831, son souci est d'assurer un accès des investisseurs étrangers à la dette publique espagnole, qui a mauvaise réputation sur les autres bourses européennes, pour plusieurs raisons, politiques et financières.

### Le souci d'origine: le placement de la dette publique espagnole
Alors que le code de commerce de 1829 prévoit déjà la possibilité d'une bourse de statut public, il faut attendre deux ans pour qu'elle soit créée le 10 septembre 1831, dans une Espagne où la spéculation boursière est mal vue d'une bonne partie de la population.  
Les six emprunts dits « des Cortes » effectués à l'étranger par le gouvernement constitutionnel, dont cinq sur la place de Paris mais largement souscrits par des Anglais, sont placés par les banquiers Nicolas Hubbard, d'origine anglaise, et Jacques Ardoin à Londres, Amsterdam et Paris. Les conditions sont déplorables en raison de l'hostilité des monarchies européennes et de l'épuisement du Trésor espagnol. Ensuite, de 1823 à 1834, le Roi d'Espagne, rétabli dans ses pouvoirs, décide de ne pas rembourser ces emprunts. Une partie des titres sont ensuite rachetés à bas prix en raison du défaut de l'Etat espagnol qui fait fuir les investisseurs. La rente espagnole ne pourra cependant plus être cotée à Londres jusqu'en 1881, les banquiers hollandais y sont également hostiles et les banquiers parisiens vont la rafler dans les années 1870.
Les sociétés privées sont absentes ou très peu présentes à la création de la Bourse et jusqu'au début du siècle suivant. Les actions des rares entreprises présentes, des mines et des compagnies de chemin de fer à partir des années 1850, sont très peu échangées jusqu'en 1890. L'Espagne va cependant voir apparaître beaucoup de petites bourses de valeurs régionales comme à Santander et à Valence, en plus des trois grands marchés (Barcelone, Madrid et Bilbao).

### L'apparition timide des sociétés privées
Les années 1850 sont marquées par une nouvelle loi sur la bourse et les chemins de fer, suivie d'une augmentation de l'activité et du nombre des sociétés cotées : la dette publique reste centrale sur le marché boursier mais n'est plus le seul placement.  C'est l'époque du Biennat progressiste, de juillet 1854 à juillet 1856, pendant laquelle le Parti Progressiste prétend réformer le système politique. 
Le marquis de Salamanque, considéré comme le premier vrai roi de la Bourse, le principal constructeur ferroviaire et promoteur immobilier, déclencha la spéculation en introduisant les transactions à terme. En 1855 , la loi sur les chemins de fer et les banques facilite la spéculation sur ces compagnies de trains. Cependant, la négociation annuelle des actions atteint seulement un demi-million de pesetas. En 1856, la Banque d'Espagne est créée.

### Les conséquences de l'investissement direct étranger
La crise de 1866 casse les tentatives de banques catalanes et assure "la mainmise française sur le réseau ferroviaire  catalan", qui va immédiatement lever des fonds sur la place de Lyon, avant de tomber entre les mains des groupes Péreire et Rothschild. Dans les années qui suivent, la Bourse de Madrid reste boudée par les autres pays, malgré les découvertes de gisements importants de zinc et de plomb dans la péninsule, qui sont opérés surtout par les biais des investissements directs étrangers. 
La Compagnie royale asturienne des Mines, fondée le 16 mai 1853 à Bruxelles va lors des décennies suivantes autofinancer son développement dans la Guipuscoa, l'une des trois provinces du Pays basque.
Par ailleurs, les investisseurs français ramassent la dette publique à des cours très bas, dans les années 1870. En 1868, il y avait à la Bourse de Madrid neuf banques ou sociétés de crédit, 17 compagnies de chemin de fer et 34 sociétés minières et de services publics. C'est l'année d'une réforme monétaire créant la peseta, qui va rassurer les investisseurs français, suivie l'année d'après par celle autorisant les sociétés par action, y compris dans le secteur bancaire, contribuant aussi à l'investissement étranger.   
Entre 1855 et 1870, sur 940 millions de francs investis en Espagne par les investisseurs étrangers, 90,6% viennent de France, 7,7% de Belgique et 1,3% d'Angleterre. Les Péreire créent un "Crédit mobilier espagnol (es)" qui deviendra en 1903 actionnaire du tiers du Banco Español de Crédito (BEC) et qui fait des Pereire un  groupe quasiment espagnol en raison de leurs difficultés en France. En 1873, le gouvernement espagnol brade les riches gisements de cuivre de Rio Tinto au riche industriel anglais Hugh Matheson (Matheson's Matheson and Company), qui a créé un consortium ad hoc composé de la Deutsche Bank (56 % des parts),  qui leur assurait déjà des débouchés commerciaux, tandis que la banque française Mirabeaud construit le groupe minier Peñarroya avant de devoir le céder à Rothschild, mieux armé pour en assurer le rayonnement international,. Le marché français, surtout parisien, du zinc, pour la couverture des toits des immeubles, est en pleine expansion à la fin des années 1860, en raison des grands travaux immobiliers du Baron Haussmann à la fin du Second Empire.
Dans les années 1870, l'Espagne avait à Madrid une bourse à la française, des petites bourses locales, et à Barcelone une bourse de rue à l'anglo-saxonne. 
Le Procédé Bessemer pousse les Anglais à chercher les minerais à forte teneur du Pays basque et la réussite de Rio Tinto déclenche une course à la concession minière en Andalousie, dans laquelle les Anglais prennent l'avantage sur les Français. Au total, entre 1871 et 1890, ce sont 1 170 millions de francs investis en Espagne, en comptant les groupes miniers français "naturalisés" anglais pour bénéficier du Londone Metal Exchange (LME), ce qui donne 56% d'investissements français et 35% d'anglais. Entre 1891 et 1913, c'est une moyenne de 51 millions de francs par an (soit un total de 1120 millions de francs), en repli par rapport aux 61,5 millions de francs par an investis entre 1871 et 1890.
L'investissement direct étranger dans les mines espagnoles entre 1871 et 1890:
| Pays                     | France | Angleterre 20% | Belgique 19% |
| Part des investissements | 50%    | 20%            | 19%          |

Parallèlement, la concurrence arrive : le code du commerce de 1885 reconnait le marché libre de Barcelone, tout en maintenant le monopole de Madrid pour le courtage "notarisé".

### Le XXe siècle

#### La décolonisation
Au début du XXe siècle, la perte de Cuba, de Porto Rico et des Philippines, provoque une chute des cours des actions de 20%. L'élan du marché boursier est ensuite relancé avec les ressources rapatriées de Cuba et des Philippines. Alors qu'en 1900 il y avait 61 entreprises cotées, au cours des 20 premières années du XXe siècle, le nombre de sociétés cotées s'est envolé pour atteindre 121, avec une croissance particulière des sociétés d'électricité, de certaines banques et de certaines entreprises industrielles. Des titres tels que Banco Hispano Americano, Banco Español de Crédito (maintenant Banesto), Central, Explosivos, Duro Felguera, Azucarera ou Altos Hornos ont été échangés plus que les autres.

#### La Première Guerre mondiale et les années 1920
Pendant la Première Guerre mondiale, la Bourse de Madrid reste ouverte et l'expansion continue. Le krach de 1929 à la Bourse de New York n'a pas affecté immédiatement  Madrid, mais a généré de l'instabilité dans les années suivantes.
La dictature militaire de Primo de Rivera (1923-1930), en dépit du dynamisme de l'industrie, de la banque, créa un climat de tension sociale qui se traduisit par des années difficiles pour le marché boursier. Les années de la Seconde République espagnole (1931-1936), marquée par des troubles politiques et sociaux qui ont précédé la guerre civile, ont vu de fortes baisses des marchés boursiers, exacerbées par la crise financière internationale et le faible développement de l'industrie.

#### Les années 1930 à 1960
Les Bourses espagnoles ferment entre 1936 et 1939. Le début de la guerre civile espagnole a en effet forcé à suspendre toute activité jusqu'au 5 mars 1940, quand la bourse a rouvert ses portes. En décembre de cette même année est créé l'Indice Général de la Bourse de Madrid (IGBM (es)). Sur les 28 entreprises qui faisaient partie de ce "Largo Index" créé avec une base 100 le 31 décembre, seules trois vont survivre sous la même forme jusqu'au XXIe siècle : Banque de crédit espagnole (Banesto), Inmobiliaria Metropolitana (son nom actuel est Metrovacesa) et Telefónica. Après la guerre civile, la reconstruction du secteur immobilier a intéressé les investisseurs, mais le cycle ascendant a été interrompu par la Seconde Guerre mondiale.

#### Les années 1970 à 2010
En 1974 , le nouveau système de règlement-livraison des actions sur les bourses espagnoles a commencé à fonctionner. Madrid concentre alors près de la moitié des échanges sur les bourses espagnoles.
La part des échanges sur les bourses espagnoles en 1975-1979 :
| Bourse            | Madrid | Barcelone | Bilbao |
| Part des échanges | 47,2%  | 11,6%     | 7,6%   |

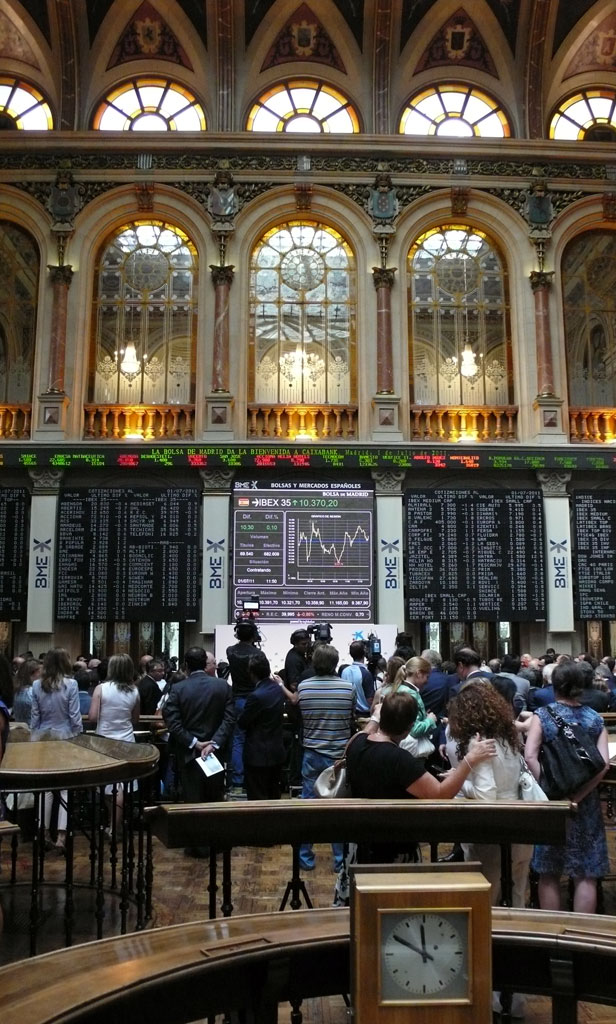
Intérieur de la Bourse de Madrid en 2011.

Les années 1980 ont été une grande période pour le marché boursier de Madrid. Le meilleur mois de son histoire a été mars 1986, lorsque l'indice général de la Bourse de Madrid (IGBM) a progressé de 83,80%. D'août 1985 à août 1986, la plus grande période de croissance annuelle s'est produite, avec un envol de l'IGBM de 142,64%. L'entrée de l'Espagne en 1986 dans la Communauté économique européenne a en effet entraîné une forte augmentation des investissements étrangers et un boom du marché boursier qui a duré jusqu'au krach d'octobre 1987 à la Bourse de New York. En 1988, la loi sur le marché des valeurs mobilières a transformé définitivement la Bourse espagnole. En 1989, le marché continu des actions (Computer Assisted Trading System, CATS) commence à fonctionner. Ils[Qui ?] commencent à négocier 7 valeurs, atteignant le chiffre de 51 à la fin de l'année. Les agents de change sont remplacés par des sociétés de valeurs mobilières et des agences de valeurs mobilières. La Société de gouvernance de la Bourse de Madrid est créée.
Le meilleur exercice biennal est aussi celui qui va de 1985 à 1987, avec une augmentation cumulée de l'IGBM de 289%. En 1987, la meilleure période de trois ans a également pris fin, avec une croissance de l'IGBM de 337,87%.
En 1995, le système électronique de cotation CATS a été remplacé par le Système d'interconnexion de la bourse espagnole (SIBE). Les volumes de contrats et de capitalisation augmenteront en raison des améliorations technologiques et, en 1998, la Bourse atteindra le grand public avec environ 8 millions d'espagnols, au moment de la privatisation de plusieurs services publics, parmi lesquels le producteur d'électricité Endesa.
En 2002, la Bourse de Madrid a été intégrée au groupe Bolsas y Mercados Españoles (BME), qui englobe aussi la Bourse de Barcelone, la Bourse de Bilbao et la Bourse de Valence. Le 14 juillet 2006, BME est entrée en bourse avec une capitalisation de près de 25 milliards d'euros.

### Les différents lieux où la Bourse a été hébergée
De 1831 à 1850, la Bourse de Madrid compte six localisation différentes. À Plazuela del Ángel, au coin de la rue Carretas pour un an puis en 1832, elle s'installe tout près d'une cour étroite de la maison de la Compagnie des Philippines, rue Carretas . En 1841, elle passa au cloître du couvent de San Martín et en 1846 à l'église du couvent des sœurs Bernardas (appelées aussi des Ballecas) dans la rue d'Alcalá. En 1847, la Bourse s'installe au monastère des Basilios, rue Desengaño puis en 1850 à l'Ancienne Douane, dans la place du Bois.
Pendant la Première République des années 1850, un nouveau bâtiment a été construit. Pendant ce temps, les séances de la Bourse ont eu lieu au théâtre et au cirque Paul, dans la rue centrale de Barquillo . Aucun des sites ne couvrait les besoins croissants de l'institution et le nombre croissant d'investisseurs. En juillet 1878, la construction de l'actuel Palais de la Bourse fut approuvée, sur un terrain concédé par l'État en juin 1883, sur la place de la loyauté. Cependant, la construction n'a pas pu être commencée immédiatement car elle nécessitait de réunir 200 000 pesetas. Les travaux ont commencé en janvier 1886. L'architecte Enrique Maria Repullés et Vargas a remporté le concours public organisé et a été chargé de mener à bien le projet. Le bâtiment a été inauguré le 7 mai 1893 par la régente Maria Cristina.